# 10 łatwych utworów na fortepian
10 łatwych utworów na fortepian – album kompozytora Zbigniewa Preisnera i pianisty Leszka Możdżera. Wydawnictwo ukazało 25 września 1999 roku nakładem wytwórni muzycznej Pomaton EMI. Nagrania zostały zarejestrowane w Centrum Paderewskiego – Dworku Ignacego Paderewskiego w Kąśnej Dolnej w lipcu 1999 roku. Płytę zrealizował, zmiksował i zmasterował Geoff Foster.
Nagrania uzyskały w Polsce certyfikat złotej płyty.
Rok później, nakładem EMI Classics pt. 10 Easy Pieces for Piano wydawnictwo ukazało się poza granicami Polski.

## Lista utworów
Opracowano na podstawie materiału źródłowego.
1. „Melodia na dzień dobry” – 4:15
2. „Zaduma” – 6:15
3. „Widzieć więcej” – 4:02
4. „Rozmowa z samym sobą” – 7:03
5. „Sztuka latania” – 3:55
6. „O przemijaniu” – 5:27
7. „Pożegnanie” – 5:07
8. „Już gram” – 4:29
9. „Pozdrowienia z Pamalican” – 8:04
10. „Melodia na dobranoc” – 4:45